# Antonino Anile
Antonino Salvatore Anile (Pizzo, 20 novembre 1869 – Raiano, 26 settembre 1943) è stato un anatomista, letterato e politico italiano.

## Biografia
Antonino Anile, scienziato, poeta ed esponente di rilievo del Partito popolare italiano, nacque a Pizzo Calabro il 20 novembre del 1869, in una famiglia numerosa della piccola borghesia.

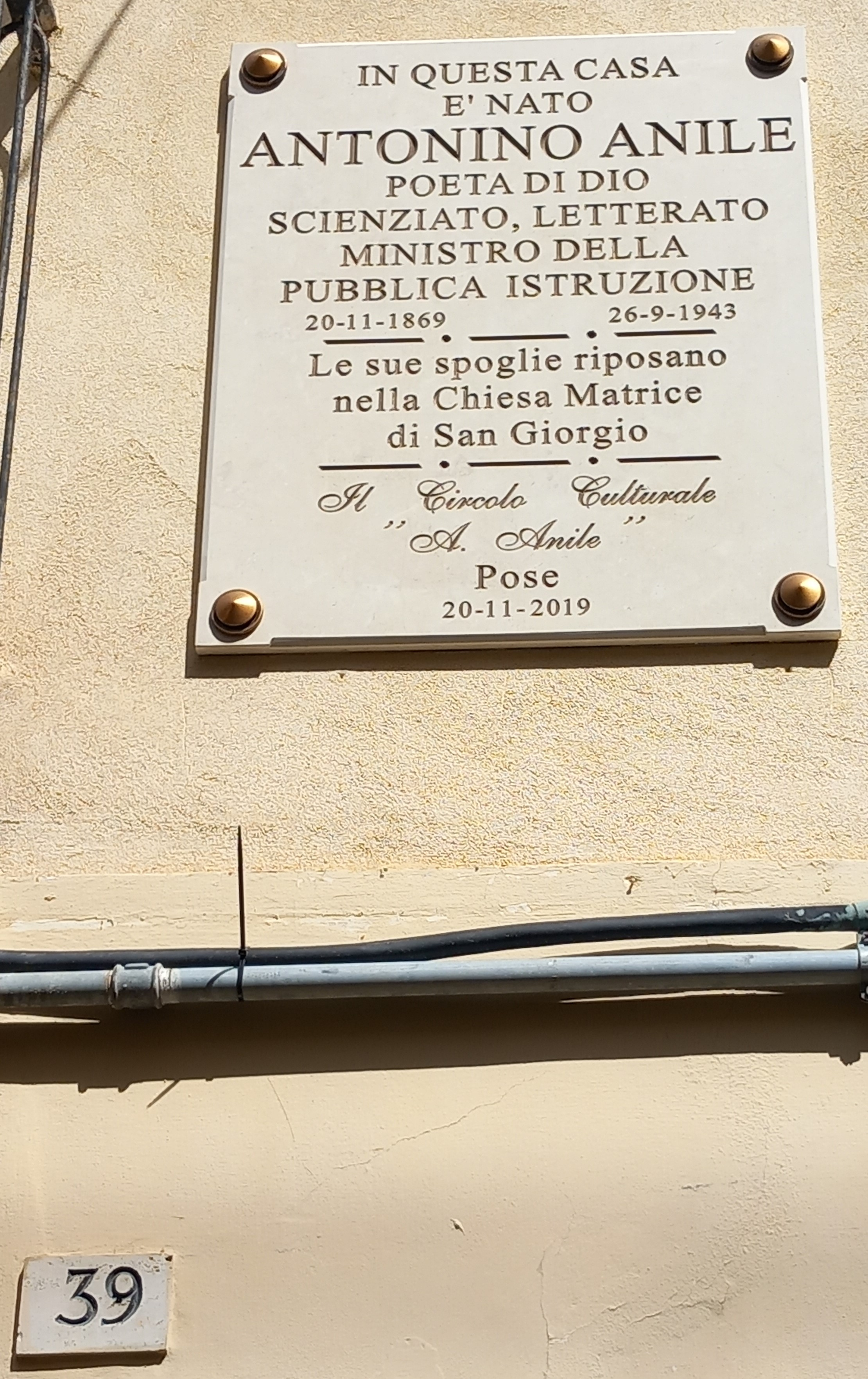
Lapide a Pizzo

Negli anni in cui frequentò il liceo classico presso il Real Collegio Vibonese "Filangieri" a Monteleone, dimostrò sensibilità e interesse per le lettere, ma i familiari, piccoli proprietari terrieri attivi anche nel campo del commercio, condizionarono le sue scelte universitarie, orientandolo agli studi di medicina. Dopo la laurea, conseguita all'Università di Napoli nel 1894, divenne assistente del professor Giovanni Antonelli, e dal 1908 al 1911 insegnò la disciplina di Anatomia descrittiva e topografica. Conseguì la libera docenza in anatomia umana nel 1903. Nel 1912 ottenne la cattedra di anatomia artistica all'Accademia di Belle Arti di Napoli e successivamente a quella di Roma.
Durante gli anni della sua professione di medico e di ricercatore, Anile fu autore di un'ampia trattatistica scientifica. La sua passione letteraria, tuttavia, non venne mai meno. Agli anni 1889-1939 risale infatti una costante attività poetica che si tradusse nelle raccolte: Primum mane (1889); Intermezzo di sonetti (1893); Ultimo sogno (1901); Poesie (1921), che raccoglie Primi tumulti, Sonetti dell'anima e La croce e le rose (1902-1909); Sonetti religiosi (1923); Nuovi sonetti religiosi (1931); Bellezza e verità delle cose (1935); Le ore sacre (1937); L'ombra della montagna (1939); e l'inedito Estuari, che la famiglia Galati e il professor Carlo Bo avrebbero curato, alla fine degli anni Ottanta, in un'edizione critica non ancora pubblicata.
Negli anni che precedettero la prima guerra mondiale,  collaborò con il «Giornale d'Italia», scrivendo articoli di carattere scientifico e anche letterario. In essi, l'autore espresse la sua visione del mondo, basata sull'idea di provvidenza e spiritualità. Il suo impegno come intellettuale cattolico lo indusse a intraprendere anche la carriera politica. Nel 1919 si iscrisse al Partito popolare italiano. Il 16 novembre 1919 fu eletto deputato della Camera nelle liste del Collegio di Catanzaro per la XXV Legislatura e venne rieletto nel 1921 e nel 1924.
Durante il periodo di attività politica,  concentrò la sua attenzione sulla scuola e in particolare sul rapporto tra Stato e scuola privata cattolica. Seguì il movimento riformatore promosso da G. Lombardo Radice; aderì al Fascio di educazione nazionale e al Gruppo di azione per la scuola nazionale. Nel 1920, si unì a Piero Gobetti, V. Cento e E. Codignola nel manifestare il proprio dissenso verso una gestione statale troppo accentratrice e poco attenta al ruolo della scuola nella società quale guida morale e civile. Anile trattò tale questione, anche durante il Congresso del Ppi, svoltosi a Napoli il 10 aprile del 1920, sostenendo la necessità di varare una riforma che, con l'istituzione dell'esame di Stato, determinasse una condizione paritaria tra scuola pubblica e scuola privata.
Fu sottosegretario alla pubblica istruzione nel primo governo di Ivanoe Bonomi (4 luglio 1921 - 26 febbraio 1922) e Ministro alla pubblica istruzione nei due governi Facta (27 febbraio-11 agosto; 12 agosto-30 ottobre 1922), il 23 maggio del 1922, presentò un disegno di legge relativo al problematico rapporto tra Stato e scuola privata cattolica, ma la crisi di governo ne impedì la discussione in aula e in seguito la proposta non fu più approvata. Anile fu sempre coerente con i suoi principi e sostenne in ogni occasione l'idea che la società, e quindi anche la scuola, si dovesse fondare su valori saldi, ispirati alla fede e tali da prevenire il degrado culturale del tempo. Dal 1923 al 1925 Anile fu capo redattore della terza pagina del giornale del partito, «Il Popolo», diretto da Donati, e collaborò a «Politica nazionale» di Fuschini. Dal 1923 divenne membro dell'Accademia pontificia dei Nuovi lincei su nomina di papa Pio XI.
Si ritirò dalla politica attiva con l'avvento del fascismo; fu uno dei firmatari del Manifesto degli intellettuali antifascisti.  Da quando Mussolini assunse il potere (17 novembre 1922), Anile non seguì l'orientamento dichiaratamente antifascista del suo partito. Infatti, dopo il delitto Matteotti, non si unì agli aventiniani e quindi non perse il mandato parlamentare; ma da questo momento in poi preferì ritirarsi dalla vita politica. Morì nel paese peligno di Raiano, presso il Palazzo Rossi-Sagaria, dov'era ospite da tempo, il 26 settembre del 1943. Le sue spoglie furono traslate nella Chiesa di San Giorgio a Pizzo Calabro l'11 maggio del 1952. 
L'epitaffio "Antonino Anile poeta di Dio", scritto dall'amico Vito Giuseppe Galati, esprime in pieno la personalità e la sensibilità di Anile. Intellettuale attivo e versatile, si applicò con sincero impegno alle scienze come alla letteratura e all'attività politica.

## Archivio
Il fondo Antonino Anile è stato donato all'Istituto Luigi Sturzo nel 1999 dalla professoressa Anna Galati, figlia di Vito Giuseppe Galati , insieme al più consistente archivio Galati. L'archivio di Antonino Anile nasce dalla raccolta documentaria che Vito Giuseppe Galati curò nell'intento di studiare le carte dell'amico, per elaborare su di lui una biografia poi pubblicata nel 1952 con il titolo "Antonino Anile". È presente documentazione relativa a Galati o alla signora Maria Pekle, vedova dell'Anile. Si potrebbe quindi ritenere che questi documenti, dato anche il loro carattere eterogeneo, costituiscano un'appendice del più grande archivio Galati.

## Opere
Cattolico, scrisse numerose opere di divulgazione scientifica con l'intento di dimostrare l'assoluta mancanza di contraddizione fra la religione cattolica e la ricerca scientifica. Scrisse anche delle raccolte di versi di argomento religioso.

### Anatomia
- Antonino Anile, Di un'importante anomalia artero-nervosa (arteria succlavia di destra e nervo laringeo inferiore corrispondente), Napoli, tip. del Giornale, 1898.
- Antonino Anile, Di un'arteria mammaria interna laterale, Napoli, tip. del Giornale, 1897.
- Antonino Anile, Elementi di anatomia umana topografica, Ristampa stereotipa della nuova edizione, Torino, Unione Tipografica Editrice Torinese, 1917.
- Antonino Anile, Elementi di anatomia umana topografica : per medici pratici e studenti, con indicazioni di tecnica dissettoria per le principali regioni del corpo, Torino, Unione Tipografico-Editrice, 1915.
- Antonino Anile, Guida allo studio della anatomia topografica, Napoli, Luigi Pierro, 1906.
- Antonino Anile, I disegni anatomici di Leonardo da Vinci, Napoli, Luigi Pierro e figlio, 1919.
- Antonino Anile, I gangli nervosi delle pareti intestinali, Napoli, Tocco & Salvetti, 1909.
- Antonino Anile, L'anatomia dell'uomo nella storia dell'arte : memoria letta all'Accademia Pontaniana nella tornata del 18 febbraio 1912 dal socio Antonino Anile, Napoli, R. Stab. Tip. F. Giannini & figli, 1912.
- Antonino Anile, L'anatomia di Leonardo da Vinci, Roma, s.n., 1919.
- Antonino Anile, L'anatomia sistematica dell'uomo : con speciale riguardo alla pratica medica : Anatomia generale. Sistema osteo-articolare. Sistema muscolare. Sistema nervoso. Sistema tegumentario ed organi dei sensi. Sistema vascolare. Sistema splancnico e glandole endocrine, Napoli, Elpis, 1921.
- Antonino Anile, Le glandole duodenali o del Brunner : studio anatomo-istologico, Napoli, Stab. tip-ster. F. Di Gennaro e A. Morano, 1903.
- Antonino Anile, Le localizzazioni cerebrali, Bologna, N. Zanichelli, 1925.
- Antonino Anile, L'opera anatomica di Leonardo da Vinci e l'insegnamento dell'anatomia artistica, Napoli, Tip. S. Morano, 1910.
- Antonino Anile, Note anatomiche ..., Napoli, stab. tip. Morano, 1896.

### Divulgazione scientifica
- Antonino Anile, Cosmogonia ed evoluzione, Napoli, tip. Arturo Nappa, 1937.
- Antonino Anile, Federico Delpino e gli orti botanici, Roma, Ed. d'Arte Bestetti e Tumminelli, 1927.
- Antonino Anile, Freud, Napoli, tip. A. Nappa, 1936.
- Antonino Anile, III centenario della morte del principe Federico Cesi fondatore dell'Accademia dei Lincei in Roma, 1630-1930 : conferenze commemorative tenute nell'aula massima del Palazzo della cancelleria, dai soci ordinari Antonino Anile e Agostino Gemelli, Roma, Scuola Tip. Pio X, 1930.
- Antonino Anile, La meccanica di Leonardo da Vinci, Napoli, Tip. Nappa & Pagano, 1933.
- Antonino Anile, La nozione dell'istinto, Napoli, tip. A. Nappa, 1938.
- Antonino Anile, La scienza di Leonardo da Vinci, Milano, Galleria Vittorio Emanuele, 1919.
- Antonino Anile, La storia della malaria, Napoli, Tip. A. Nappa, 1938.
- Antonino Anile, Le cerveau de l'homme prehistorique, Bologna, N. Zanichelli, 1916.
- Antonino Anile, Le esperienze di Metalnikov, Napoli, Tip. A. Nappa, 1939.
- Antonino Anile, Le meraviglie del corpo umano, Torino, S.E.I., 1942.
- Antonino Anile, Le meraviglie del mondo vivente : l'uomo, gli animali, le piante : Albo di 488 illustrazioni in 99 tavole, Milano, A.Mondadori, 1928.
- Antonino Anile, L'igiene dell'uomo : La difesa della razza. Nozioni d'igiene per le scuole di avviamento al lavoro, Corsi magistrali, seminari e per ogni categoria di lavoratori e di persone colte, Lanciano, G. Carabba, 1930.

### Politica
- Antonino Anile, Lo Stato e la scuola, Firenze, Vallecchi, stampa 1924.| |pol
- Antonino Anile, L'ombra della montagna, Roma ; Milano, Opera Naz. Mezzogiorno D'italia (Tip. U. Marucelli e C.), 1939.
- Antonino Anile, Per la cultura e per la scuola : discorsi del ministro della P. Istruzione, Bari, Laterza, 1923.
- Antonino Anile, Riforma scolastica e liberta d'insegnamento, Napoli, Casa Ed. Elpis, 1920.
- Antonino Anile, Scienza e giustizia, Napoli, tip. A. Nappa, 1939.
- Antonino Anile, Stato e coltura scientifica, Roma, direz. della Nuova antologia, 1916.
- Antonino Anile, Sul bilancio della pubblica istruzione : discorso pronunciato alla Camera dei Deputati nella tornata del 13 maggio 1926, Roma, Tipografia della Camera dei Deputati, 1926.

### Saggi umanistici e religiosi
- Antonino Anile, Bellezza e verità delle cose (la divina realtà) : discorsi a piccoli e grandi, Firenze, Vallecchi, 1935.
- Antonino Anile, Francesco Acri: il filosofo, il cristiano, Roma, Libreria Ed. religiosa Ferrari, 1924.
- Antonino Anile, Il problema religioso in Dostoievsky, Milano, Società editrice Unitas, 1925.
- Antonino Anile, Intermezzo di sonetti, Firenze, Tip. di Salvatore Landi, 1893.
- Antonino Anile, La coltura cattolica nell'ora presente : Discorso, Torino, Libr. Cattolica Arcivescovile (Tip. Palatina, di G. Bonis), 1924.
- Antonino Anile, La croce e le rose, Napoli, R. Ricciardi, 1909.
- Antonino Anile, La salute del pensiero, Bari, G. Laterza & Figli, 1914.
- Antonino Anile, Le ore sacre, Firenze, Vallecchi, 1937.
- Antonino Anile, L'uomo nell'arte e nella scienza, Bologna, N. Zanichelli, 1923.
- Antonino Anile, Negatori, Assisi, Edizioni Pro Civitate Christiana, 1943.
- Antonino Anile, Nella Poesia della fede : Preghiere, verita della fede, sacramenti, comandamenti, feste e riti della Chiesa, vite di santi, poesie religiose. Libro di religione per le classi elementari superiori, Palermo-Roma, R. Sandron, 1927.
- Antonino Anile, Nella scienza e nella vita, Bologna, N. Zanichelli, 1920.
- Antonino Anile, Nuovi dati antropologici sull'origine dell'arte : memoria letta all'Accademia Pontiana nella tornata del 18 novembre 1917, Napoli, Giannini, 1917.
- Antonino Anile, Questo è l'uomo : il corporeo, lo spirituale, l'umanità, Firenze, Vallecchi, 1937.
- Antonino Anile, Ringiovanimento, Napoli, tip. A. Nappa, 1937.
- Antonino Anile, Scienza e lavoro : elementi di scienze naturali per le scuole di avviamento al lavoro, Milano, A. Mondadori, 1929.
- Antonino Anile, Vigilie di scienza e di vita, Bari, Laterza, 1911.

### Poesia
- Antonino Anile, Manuel Menendez : Dramma Lirico; libretto, Milano, Edoardo Sonsogno.| |m
- Antonino Anile, Nuovi sonetti religiosi, Milano, L'eroica, 1931.
- Antonino Anile, Poesie : raccolta completa: Primi tumulti, I sonetti dell'anima, La croce e le rose, Bologna, Zanichelli, 1921.
- Antonino Anile, Primum mane : versi, Napoli, A. Tocco e C., 1889.
- Antonino Anile, Sonetti dell'anima, Napoli, Luigi Pierro, 1903.
- Antonino Anile, Sonetti religiosi, Bologna, N. Zanichelli, 1923.
- Antonino Anile, Ultimo sogno : versi, Napoli, Luigi Pierro Tip. Edit., 1901.